# فتح علي شاه
القَآنُ الأَفخَمُ وَالخَاقَانُ الأَعظَمُ وَالكَامْكَارُ المُعَظَّمُ وَوَلِيُّ الأَمْرِ المُحْتَرَمُ النَوَّابُ مَالِكُ الرِّقَابِ الخِدِيْوِيُّ السُّلْطَانُ وَصَاحِبُ القِرَانِ أَبُو الخَوَاقِينِ وَبَدْرُ السَّلَاطِيْنِ شَمْسُ المُلُوك شَاهِنشَاه يَاوُوز أُغْلَان النَوَّابُ الأَقدَسُ هُمَايُون مَلِكُ مُلُوكِ العَالِمِ سُلْطَان بَابَاخَان فَتْح عَلِيّ شَاه القَاجَارِيُّ ‌(بالفارسية: قَآن أَفخَم وَخَاقَان أَعظَم وَكَامكَار مُعَظَّم وَاولُوالامِر مُحتَرَم نَوَّابُ مَالِک‌الرِّقَابِ خِدِيو سُلطَانُ وصَاحبقِرَان أبوالخَوَاقِين وَبَدرالسلَاطِينِ شَمسُ‌المُلُوک شَاه شَاهَان يَوز أوغلَان نَواب أَقدَس هُمَايُون شاهنشاه عَالم سُلطَان بَابَاخَان فَتح‌عَلِي‌شَاه قَاجَار) (مُحرَّم 1183هـ - 19 جُمادى الآخرة 1250هـ المُوافق فيه ‌نيسان (مايو) 1769م - 24 تشرين الأوَّل (أكتوبر) 1834م) الشَّهير اختصارًا بـ«فتح علي شاه» أو «السلطان باباخان» هو الشَّاه الثَّاني لِلدَّولة القاجاريَّة وقد حكم البلاد من سنة 1212هـ المُوافقة لِسنة 1797م حتَّى وفاته سنة 1250هـ المُوافقة لِسنة 1834م. كان من أكثر الأمراء قُربًا وحُظوةً عند عمِّه الشَّاه «آغا محمد خان» ولمَّا لم يكُن لِلأخير ذُريَّة فَقد نصَّب ابن أخيه فتح علي وليًا لِلعهد. اعتلى فتح علي شاه عرش الطاووس بُعَيد اغتيال عمِّه وقد شهد عهدُه تجديدًا بالغ الأثر أدَّى إلى إقامة ملكيَّة فارسيَّة فريدة. كما ازدهرت في عُهدته الفُنُون وبلغت مبلغًا من الجمال والكمال لم يسبق لهما مثيلٌ في التَّاريخ الإسلاميّ. وهو شخصيَّة مُؤثِّرةٌ في حركة إحياء الأدب الفارسيّ المعروفة بِـ«العودة الأدبية» فكان بلاطه مقصد الكُتَّاب والشُّعراء والأُدباء. وقد كان فتح علي شاه نفسه شاعرًا كتب أشعاره تحت اسم «خاقان».
هو فتح علي شاه بن حسين قلي خان جانسوز شاه بن محمد حسن خان القاجاري، المشتهر في شعره بخاقان، ويقال: كان اسمه بابا خان، وشهرته فتح علي شاه. ولد في مدينة دامغان سنة 1183 هـ، وقيل سنة 1185 هـ. استقل بالملك سنة 1212 هـ / 1797 م وقضى معظم حكمه في الحروب الداخلية والخارجية، و هزم أمام روسية التي انتزعت من فارس رقعة كبيرة من القوقاز. توفي باصفهان في التاسع عشر من جمادى الآخرة عام 1250 هـ / 1834 م ودفن بجوار فاطمة بنت موسى الكاظم بقم.

## الحملة الفرنسية على مصر
في عهده، جاءت الحملة الفرنسية على مصر بقيادة نابليون بونابرت عام 1213 هـ، فخشيت إنجلترا من منافستها الاستعمارية فرنسا على طريق الهند. تنازل الشاه للفرنسيين عن جزيرة خرج في الخليج العربي.[بحاجة لمصدر]

## علاقته بالعثمانيين
شن الشاه حرباً على الدولة العثمانية عام 1235 هـ، واستمرت الحرب عدة سنوات، وكان القصد منها السيطرة على العراق، وقد استعاد الشاه في هذه الحرب بعض ما سبق له أن فقده من أملاكه، ووقعت بين الطرفين معاهدة أرضروم عام 1238 هـ.[بحاجة لمصدر]

## عائلته
تاج الدولة خانم
خير النساء خانم
سنبل باجي
بدر النساء خانم
مريم خانم
زوجات أخرى

## انظُر أيضًا
- محمد آغا خان
- السلالة القاجارية